# Saxifraga meyeri
Saxifraga meyeri är en stenbräckeväxtart som beskrevs av I.P. Mandenova. Saxifraga meyeri ingår i Bräckesläktet som ingår i familjen stenbräckeväxter. Inga underarter finns listade i Catalogue of Life.